# Мина (певица)
Вижте пояснителната страница за други личности с името Мина.
Мѝна (на италиански: Mina), псевдоним на Мѝна А̀нна Мацѝни (Mina Anna Mazzini) (Бусто Арсицио, 25 март 1940), е италианска певица, телевизионна водеща, актриса и музикална продуцентка, натурализирана швейцарка. След сватбата си на 10 януари 2006 г. с Еудженио Куаини Мина приема фамилията му и става Мина Анна Куаѝни.
Стиловият диапазон на певицата е изключително богат и разнообразен и варира от соул, ритъм енд блус, танго, джаз, неаполитанска музика, канцонисима, испански и латиноамерикански стандарти. От 1960 г. до 1967 г., Мина се снима в 15 филма, в които записва голяма част от песните. Популярността ѝ надхвърля далеч границите на Италия и гастролира в Европа, Азия и Латинска Америка. През 1978 г. се оттегля от голямата сцена поради лични и здравословни проблеми и оттогава издава само албуми.
От много години насам живее в Лугано, Швейцария.
През 2001 г. с указ на италианския президент Карло Чампи Мина е удостоена със звание Великият офицер – най-високият орден за заслуга в Италианската република.

## Биография

### Детство и юношество
Мина се ражда в Бусто Арсицио през 1940 г. в семейството на Джакомо (Мино) Мацини и Реджина (Джина) Дзони – и двамата родом от Кремона. През 1943 година, когато Мина е на три години, семейството се връща в Кремона – в началото във Виале По, а впоследствие – в Корсо Мацини. Не след дълго се ражда Алфредо – малкият брат на Мина, който подобно на сестра си предприема певческа кариера (под псевдонима Джеронимо), но който загива преждевременно в автомобилна катастрофа през 1965 г. на едва 25-годишна възраст.
Когато Мина е на 13 години, баща ѝ я записва в Canottieri Baldesio – спортна общност, посещавана от средната класа в Кремона. Мина се научава да плува добре и участва в състезания, като на регионална надпревара се класира на второ място. Именно край басейна, на около шестнайсет години, Мина се запознава с първото си момче – Даниеле Паролини – представителен защитник към УС Кремонезе, който по-късно става спортен хроникьор към вестника „Кориере дела Сера“.
Заслуга за любовта ѝ към музиката има баба ѝ Амелия – оперна певица, която настоява внучка ѝ да взима уроци по пиано, но теорията не ѝ се отдава. След като завършва средно образование в девическото училище Beata Vergine, Мина започва да учи в техническия институт „Белтрами“, който обаче не отговаря на нейните наклонности, затова в края на четвъртата си година го напуска, насочвайки се към това, което най-много я влече, а именно – пеенето. Освен да пее, Мина обича да чете – особено научнофантастични книги – но именно в пеенето влага най-много страст. Започва да изявява певческите си способности още в училище по молба на свои съученици в междучасията.

### Петдесетте години

#### Първи изяви в дискотека „Бусола“ и групата „Хепи Бойс“
Една лятна вечер през 1958 г., когато семейство Мацини са както всяка година на почивка във Форте дей Марми, приятелите на Мина я предизвикват на шега да се качи на сцената на дискотеката „Бусола“, след като оркестърът на Дон Марино Барето – кубински певец, прочут за времето си – спира да свири. Тя приема, взима микрофона от самия Барето и започва да пее, напълно уверена в себе си. През следващите вечери се налага собственикът на заведението, Серджо Бернардини, да я спира да се качва на сцената.
Мина през 1958 г. е описвана като очарователно, много самотно, видно спокойно и същевременно палаво, но и изключително чувствително момиче, изпълнено с ентусиазъм и симпатия, които в действителност прикриват дълбока плахост и страх. Надарена е с необикновен глас и музикалност, подхранени от слушането на американски изпълнители, сред които: Франк Синатра, Сара Вон, Ела Фицджералд, Елвис Пресли, и с екстравагантни жестове, които се съчетават съвършено с безспорно неудържимото ѝ чувство за ритъм.
През тези години в Кремона има музикална група, която набира известен успех – „Хепи Бойс“. Формираната през 1949 г. от Нино Донцели група, в която свирят: брат му Ренцо на китара, Джорджо Леви на пиано, певецът и басист Джакомо „Мичо“ Масероли и барабанистът Фаусто Коели – бързо набира популярност както в местните кремонски салони за танци, така и в Мантуа, Парма и Пиаченца. В един зноен следобед в края на месец август същата година – ден, след като е присъствала на тяхно участие в Circolo Filodrammatrici di Cremona и само седмица след случката в „Бусола“, Мина се отправя към дома на Нино и Ренцо Донцели, като предлага да бъде вокалистка на групата. След бърза демонстрация на вокалните ѝ способности братята я приемат веднага в групата, която в програмата си вече има резервирани участия за идните вечери. Момичето, горящо от нетърпение да участва, репетира цяла седмица и се появява за първи с „Хепи Бойс“ на 14 септември 1958 г. в Кроче Санто Спирито, част от Кастелветро Пиачентино. Представена е като „Мина Джеорджи“ и публиката остава очарована от нея.
Истинският дебют на певицата е едва няколко дни по-късно – на 23 септември 1958 в Ривароло дел Ре. „Хепи Бойс“ трябва да се изявят през последната вечер заедно с други двама известни за времето певци – Наталино Ото и Фло Сандънс. Изпълнението на Мина е толкова въздействащо, че публиката моли за бис. Организаторите, макар и останали доволни, са поставени в неудобно положение, понеже бисът е бил предвиден за Ото и Сандънс, които си отиват леко обидени. Няколко години след това Фло Сандънс е гост на Canzonissima и си припомня случката с Мина, която е водеща на предаването, и публично заявява: „Мина, онзи път ми провали вечерта“. Години по-късно самата Мина си спомня за първата си изява в Ривароло в интервю за La Stampa на 22 септември 2008:
| „    | Преди точно петдесет години една висока жена с коктейлна рокля, измъкнала я скришом от майка си, се качи на сцената в един ломбардски салон за танци, леко залитайки. Роклята ѝ бе синьо-бяла и блестяща. Спомням си, че след като изпях първата песен, чието заглавие не си спомням, се ядосах, задето публиката ме аплодира: „Аз пея за себе си. Какво общо имат те?“. Не бях съвсем наясно. А може би съм била прекалено наясно. На края на тази първа своя изява избягах, понеже родителите ми не знаеха… и не искаха да знаят. На осемнайсет години трябваше да ги слушам, но не го направих и трябваше да тичам и да върна роклята на мястото ѝ възможно най-бързо. Малко след това след всичките ми настоятелства баща ми успя да убеди майка ми да ме остави на мира: „Тази лудост ще продължи няколко седмици, какво искаш? Нека я оставим на мира“. Високата жена обаче е все още тук и дразни околните с този малък и загадъчен механизъм, какъвто са всъщност песните. Които тя обича и уважава. И… и… и… високата жена не си спомня друго. | “ |
| Мина | |   |

В седмичното списание Vanity Fair от 5 октомври 2011 си спомня за Фло Сандънс:
| „    | Пазя един много мил спомен за Фло Сандънс, която видях за първи път, когато се качих на една сцена. Тя и съпругът ѝ, големият Наталино Ото, бяха звездите на вечерта. А аз, съвсем непозната, пеех с една кремонска група, при това за първи път. Бяхме в един класически ломбардски салон за танци. Спомням си, че накрая ми казаха: „Вие имате бъдеще“. Първото нещо, което ме смая, бе фактът, че ми говореха на „вие“ и че след това ми изникна мисълта: „Тези двамата са луди“. | “ |
| Мина | |   |

„Хепи Бойс“ ликуват Мина и Нино Донцели кани собственика на музикалната къща Italdisc, Давиде Маталон, да присъства на следващото им участие, предвидено за Кастелдидоне.

#### Бейби Гейт и Мина „викачката“
В началото Давиде Маталон леко се колебае, но е убеден от своя консултант, Джулио Либано, че след като е слушал Мина, е останал много приятно поразен от нея, затова я кара да запише две плочи: When/Be bop a lula към компанията „Бродуей“ под името Бейби Гейт (Baby Gate) и Non partir/Malatia – към Italdisc под истинското си име. В очакване да разбере кой от двата артистични образа ще има по-голям публичен успех, в тази първоначална фаза на кариерата си, Мина и другото ѝ аз, Бейби Гейт, „съжителстват“ на пазара.
За да изпробва потенциала ѝ, Маталон я кара да участва на Sei giorni della canzone („Шест дни на песента“) – миланско музикално състезание, излъчващо се по телевизията. На 1 декември 1958 г. Мина участва с песента Proteggimi през първата вечер в театър „Смералдо“. Водещ е Корадо, а почетен гост – Майк Бонджорно. Класира се втора (зад Уера Непи с Chiamami autunno) и жъне голям успех.
Маталон предлага на Хепи Бойс възможността за турне в Турция, но родителите на Мина се опълчват – особено баща ѝ, който не иска дъщеря му да загърби окончателно училището. Същото се случва и с Фаусто Коели, който решава да не замине поради семейни причини. Останали в Кремона, Мина и Фаусто решават да формират заедно нова група и заедно с Лино Павези на саксофон, Ламберто Фиески „Мемо“ на пиано, Ермано Сколари на контрабас и Енрико Гроси на китара се формира „И Солитари“.
Новият състав дебютира на 11 януари 1959 г. в кръчмата на хотел „Континентал“ в Кремона и благодарение на нарастващата популярност на Мина групата веднага получава редица покани както от местните заведения, така и от тези извън областта, като нощния клуб El Maroco в Милано и хотел „Мореско“ в Иския. Междувременно двете плочи на Мина, издадени от Italadisc, надминават всички очаквания, като всяка отделна плоча достига 100 000 продадени копия. Маталон убеждава Мина да сключи договор за три години до 1961 г. с намерението тя да издаде до следващата година още две сингълови плочи, т.е. още четири песни. По онова време песните за издаване обикновено са взети от фестивала на италианската песен в Санремо от същата година. Изборът пада върху Nessuno („Никой“) – мелодична песен, изпята от Уилма Де Анджелис. Първото изпълнение пред публика на Nessuno е на фестивала за рокендрол в Милано в препълнения „Дворец на леда“ в Милано.
Маталон се опитва да накара изпълнителите от музикалната си компания да участват в музикални програми, но безуспешно, докато с Мина всичко върви по вода. Певицата дебютира в телевизията на 1 март 1959 г. в нашумялото предаване Lascia o raddoppia? с водещ Майк Бонджорно, с песента Nessuno.
Именно в тези години са налагат млади певци като Адриано Челентано, Тони Далара, Джорджо Габер, Бети Къртис, Джо Сентиери, Литъл Тони и други, които предлагат на италиански новата американска музика, а именно – рокендролът. Пресата ги нарича „викачи“ (urlatori). На 4 април 1959 г. Мина е поканена да участва в един от епизодите на Il Musichiere на Марио Рива, посветен на „викачите“. В средата на сцената има джубокс, зад който излизат изпълнителите; Мина отново изпълнява тогавашния си хит Nessuno.
Последната сингълова плоча под името Бейби Гейт е Splish Splash, представена на 29 август 1959 г. в шоупрограмата Buone vacanze („Весела ваканция“). Впоследствие псевдонимът е загърбен, след като се вижда огромният успех на явлението Мина. С Nessuno Мина участва и на „Канцонисима“ същата година, водена от Делия Скала, Паоло Панели и Нино Манфреди, на която пее в дуети с изпълнители като Уилма Де Анджелис и впоследствие с Тонина Ториели с песента Tua, представена на „Санремо“ същата година от Юла де Палма и от самата Ториели. Също през 1959 година са и първите признания за Мина: „Златен джубокс“ (Juke-box d'oro) и „Златен микрофон“ (Microfono d'oro).

### Шейсетте години

#### „Кремонската тигрица“
На 16 януари 1960 г. с Tintarella di luna („Лунен загар“) – песен, написана от Франко Милячи и Бруно Де Филипи – Мина достига за първи път челното трето място в хитпарада. След като песента постига огромен успех и в чужбина, тя става истински символ за времето си и е включена във филмите Urlatori alla sbarra и Juke box – Urli d'amore. Скоро след това на Мина ѝ е дадено прозвището, с което и до днес е известна дори извън Италия – „Кремонската тигрица“, измислен за нея от нейната приятелка и журналистка Наталия Аспези.
Същата година Мина участва на 10-ото издание на Фестивала в Санремо. На 28 януари представя Non sei felice в дует с Бети Къртис. На 29 януари изпълнява È vero заедно с Теди Рено. На 30 януари Мина отново изпълнява È vero, само че сама. Песента се класира на седмо място, но за Мина въпреки това е успех. Същата година Мина е сред главните герои във филма Urlatori alla sbarra заедно с Адриано Челентано, Брунета, Шет Бейкър, Джо Сентиери и други.
Впоследствие излиза песента Il cielo in una stanza, (с автор Джино Паоли и аранжимент на Тони Де Вита), която на 15 октомври 1960 г. се класира на първо място за четиринайсет поредни седмици и става най-продаваната сингълова плоча за годината, като във времето надминава два милиона продадени копия. Песента намира място и в испанските класации (само че с испанската си версия, озаглавена El cielo en casa), а също и в САЩ (под името The World We Love In), където достига 90-о място в класацията на списание „Билборд“. Il cielo in una stanza в годините остава един от най-големите успехи за Мина в цялата ѝ кариера.
Участва като постоянен гост в телевизионната програма Sentimentale, в която представя Una zebra a pois („Зебра на точки“) и Briciole di baci. Освен това се връща на „Канцонисима“, където в няколкото вечери изпълнява някои от най-новите си песни (Tintarella di luna, Il cielo in una stanza, Folle banderuola и È vero в дует с Умберто Бинди).
След като става известна, Мина постепенно опознава тъмната страна на славата, дължаща се главно на интереса на пресата, която постоянно измисля клюки за любовните ѝ връзки. С течение на годините тя става най-сниманата и най-търсената от журналистите певица в Италия. И до днес Мина е едно от лицата, на които са посветени най-много корици на седмичното списание TV Sorrisi e Canzoni. От първия му брой през 1959 г. до 2008 г. те са общо 71.

## Дискография

### Студийни албуми
| - 1960 – Tintarella di luna - 1960 – Il cielo in una stanza - 1961 – Due note - 1962 – Moliendo café - 1962 – Renato - 1963 – Stessa spiaggia, stesso mare - 1964 – Mina - 1965 – Studio Uno - 1966 – Studio Uno 66 - 1966 – Mina 2 - 1967 – Sabato sera – Studio Uno '67 - 1967 – Dedicato a mio padre - 1968 – Mina alla Bussola dal vivo - 1968 – Le più belle canzoni italiane interpretate da Mina - 1968 – Canzonissima '68 - 1969 – I discorsi - 1969 – Mina for You - 1969 – …bugiardo più che mai… più incoscente che mai… - 1970 – Mina canta o Brasil - 1970 – Quando tu mi spiavi in cima a un batticuore - 1971 – Mina - 1972 – Cinquemilaquarantatre - 1972 – Dalla Bussola - 1972 – Altro - 1973 – Frutta e verdura - 1973 – Amanti di valore - 1974 – Mina® - 1974 – Baby Gate - 1975 – La Mina - 1975 – Mincantalucio - 1976 – Singolare - 1976 – Plurale - 1977 – Mina con bignè - 1977 – Mina quasi Janacci - 1979 – Attila - 1980 – Kyrie - 1981 – Salomè - 1982 – Italiana - 1983 – Mina 25 | - 1984 – Catene - 1985 – Finalmente ho conosciuto il conte Dracula… - 1986 – Sì, buana - 1987 – Rane supreme - 1988 – Ridi, pagliaccio - 1989 – Uiallalla - 1990 – Ti conosco, mascherina - 1991 – Catterpillar - 1992 – Sorelle Lumière - 1993 – Mina canta i Beatles - 1993 – Lochness - 1994 – Canarino mannaro - 1995 – Pappa di latte - 1996 – Cremona - 1996 – Napoli - 1997 – Leggera - 1998 – Mina Celentano - 1999 – Olio - 1999 – Mina N° 0 - 2000 – Dalla terra - 2001 – Sconcerto - 2002 – Veleno - 2003 – Napoli secondo estratto - 2005 – Bula Bula - 2005 – L'allieva - 2006 – Bau - 2007 – Todavía - 2009 – Sulla tua bocca lo dirò - 2009 – Facile - 2010 – Caramella - 2011 – Piccolino - 2012 – 12 (American Song Book) - 2013 – Christmas Song Book - 2014 – Selfie - 2016 – Le migliori - 2018 – Maeba - 2019 – Mina Fossati - 2023 – Ti amo come un pazzo |

## DVD
- 2001 – Mina in studio
- 2003 – Mina alla Bussola live '72
- 2003 – Mina nei caroselli Barilla
- 2008 – Mina, gli anni Rai
- 2013 – InDVDbile
- 2014 – I miei preferiti (Gli anni Rai)

## Участия в телевизионни шоупрограми на телевизия RAI
- Studio Uno (1961, 1965, 1966)
- Senza rete (1968, 1969, 1970)
- Sabato sera (1967)
- Canzonissima (1968)
- Teatro 10 (1972)
- Milleluci (1974)

## Филмография

### В киното
- 1959 – Juke box – Urli d'amore
- 1960 – I Teddy boys della canzone, по режисура на Доменико Паолела
- 1960 – Sanremo – La grande sfida
- 1960 – Appuntamento a Ischia
- 1960 – Madri pericolose
- 1960 – Urlatori alla sbarra
- 1961 – Mina… fuori la guardia
- 1961 – Io bacio… tu baci
- 1962 – Universo di notte
- 1962 – Das haben die Mädchen gern
- 1962 – Appuntamento in Riviera
- 1963 – Canzoni nel mondo
- 1967 – Per amore… per magia…
- 1968 – Zum Zum Zum – La canzone che mi passa per la testa
- 1969 – Zum Zum Zum nº 2

### В телевизията
- 1964 – Silvester Show
- 1967 – Totò Ye Ye
- 1968 – Non cantare, spara

### Видеоклипове
- 1996 – Volami nel cuore
- 1998 – Che t'aggia dì
- 2007 – Alibi
- 2009 – Adesso è facile
- 2011 – Questa canzone